# Schippach (Miltenberg)
Schippach ist ein Gemeindeteil der Kreisstadt Miltenberg im unterfränkischen Landkreis Miltenberg in Bayern und eine Gemarkung.

## Geographie
Das Kirchdorf Schippach liegt im Südosten des Miltenberger Gemeindegebietes. Die Entfernung zum Kernort Miltenberg beträgt gut fünf Kilometer Luftlinie und rund neun Straßenkilometer. Durch Schippach führt der Fränkische Marienweg.
Unweit südlich verläuft die Landesgrenze zu Baden-Württemberg. Östlich und südöstlich ist der Ort von Wiesen und Feldern umgeben, in den anderen Himmelsrichtungen liegen Waldflächen. Entwässert werden das Dorf und seine Umgebung durch die den Ort nordwärts durchfließende Schippach, einen linken Nebenfluss der unteren Erf.
Auf der Gemarkung liegen Schippach, der Weiler Berndiel und die Einöde Geisenhof.

### Nachbargemarkungen
Folgende Gemarkungen grenzen an das Ortsgebiet von Schippach:
|                 | Miltenberg                                  |                |
| Wenschdorf      | Kompassrose, die auf Nachbargemeinden zeigt | Heppdiel       |
| Reichartshausen | Reinhardsachsen                             | Windischbuchen |

## Geschichte
Die älteste bekannte Erwähnung erfolgte 1380 in einer Klageschrift. Den Dreißigjährigen Krieg überlebte nur ein Schippacher. Die 1734 erbaute katholische Kirche St. Wendelin gehört zur Pfarrei Eichenbühl. Im 19. Jahrhundert wanderten viele Schippacher nach Amerika aus.
Im Jahr 1862 wurde das Bezirksamt Miltenberg gebildet, auf dessen Verwaltungsgebiet Schippach lag. Wie überall im Deutschen Reich wurde 1939 die Bezeichnung Landkreis eingeführt. Schippach war nun eine der 31 Gemeinden im Altkreis Miltenberg. Dieser schloss sich am 1. Juli 1972 mit dem Landkreis Obernburg am Main zum neuen Landkreis Miltenberg zusammen.
Im Jahr 1976 wurde die Gemeinde Schippach, bestehend aus den Gemeindeteilen Berndiel, Geisenhof und Schippach, nach Miltenberg eingemeindet.
2004 wurde eine Festhalle gebaut, 2006 erreichte Schippach den ersten Platz beim Wettbewerb Unser Dorf soll schöner werden.

## Vereine
Die Freiwillige Feuerwehr Schippach sorgt für den Brandschutz und die allgemeine Hilfe im Ort. Außerdem ist in Schippach ein Musikverein aktiv.